# Johann Jakob Breitinger (Antistes)

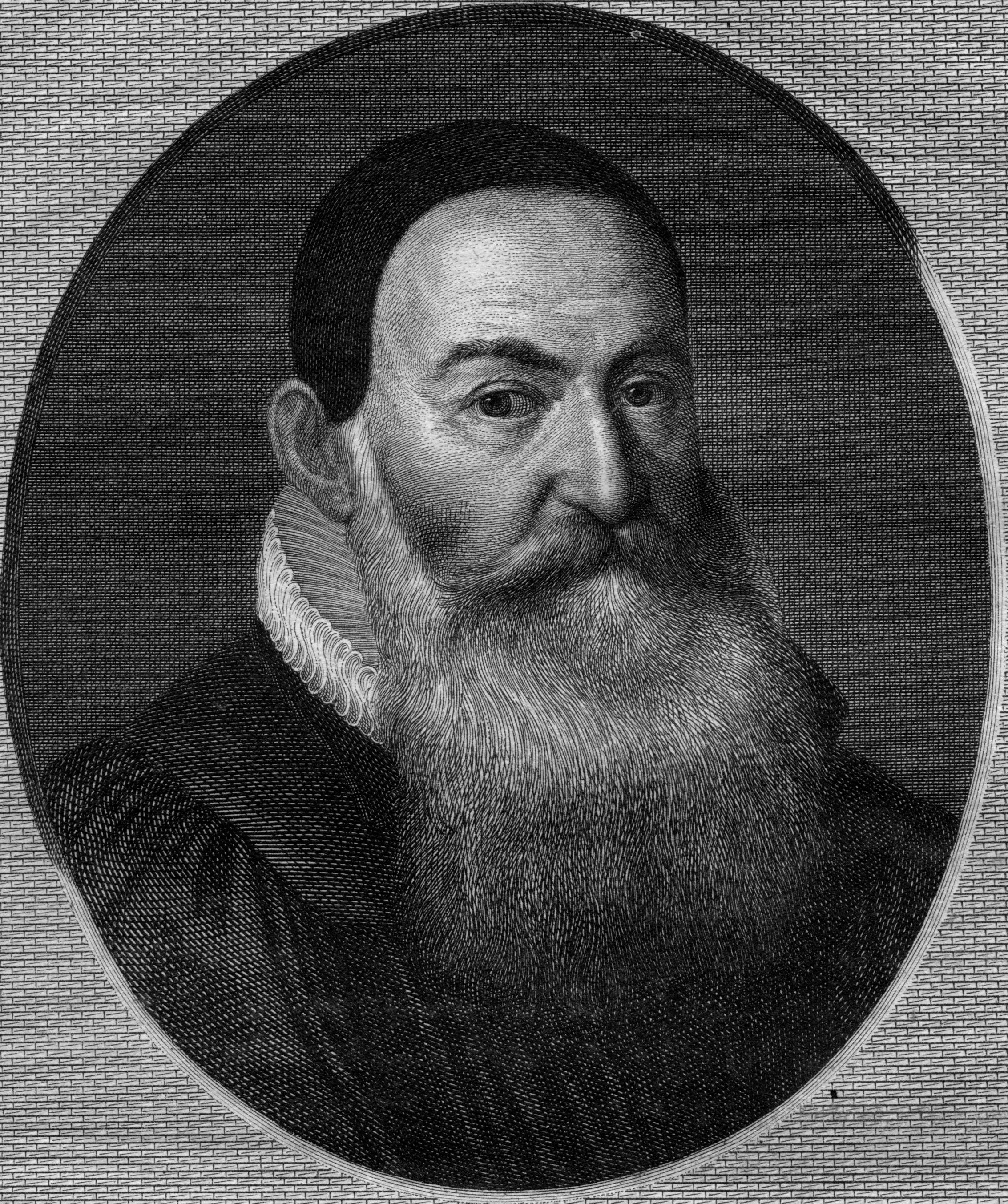
Johann Jakob Breitinger

Johann Jakob Breitinger (* 19. April 1575 in Zürich; † 1. April 1645 ebenda) war ein reformierter Pfarrer in Zürich, Professor, Antistes und Politiker.
Johann Jakob Breitinger studierte in Herborn, Marburg, Franeker, Leiden, Heidelberg und Basel. Er war Pfarrer in Zumikon, Albisrieden und dann Professor für Logik und Rhetorik am Collegium Humanitatis. Danach Pfarrer zu St. Peter, wählte ihn der Grosse Rat  1613 zum Pfarrer am Grossmünster   und damit zum Antistes der Zürcher Kirche.  Als sechster Nachfolger Zwinglis in der Leitung der Zürcher Kirche führte er einen Bettag ein und war für seine  Predigten bekannt, in denen er u. a. den  fremden Kriegsdienst, Bestechung, Ämterkauf und Staatsverschuldung  rügte. Er forderte  die Hebung der Zucht und Sitte im Volk  und ein Verbot des Theaters. Er fördert die Volksschule, die sonntägliche Kinderlehre und den Kirchengesang in Stadt und Land und setzte sich für die Armenpflege und Fürsorge ein. In obrigkeitlichem Auftrag führte er 1634 die erste Volkszählung des Zürchergebietes nach der Reformation durch.
Theologisch vertrat er streng  die Prädestinationslehre und das  Zweite Helvetische Bekenntnis. Nach der zunächst ablehnenden Haltung der Geistlichkeit wurde Breitinger, aufgrund der Fürsprache des niederländischen Diplomaten Peter von Brederode und dessen Unterstützung durch Professor Caspar Waser  als Vertreter Zürichs  1618–19 an die Dordrechter Synode delegiert. Dort nahm er gegen die Remonstranten Stellung.  Als sein Sekretär  begleitete ihn  Johann Heinrich Waser, der Sohn des Professors.
Im Dreißigjährigen Krieg vertrat der Antistes die schwedische Partei in Zürich und sammelte 35 000 Gulden zur Linderung der Kriegsnöte im Heiligen Römischen Reich Deutscher Nation. Er sah in den katholischen Orten und dem gegenreformatorischen Habsburg-Österreich eine Gefahr für das reformierte Zürich und befürwortete die Modernisierung des Wehrwesens und den Bau einer neuen, dritten Stadtbefestigung.